# Rue André-Karman
La rue André-Karman à Aubervilliers, est une voie de circulation du centre de cette ville.

## Situation et accès

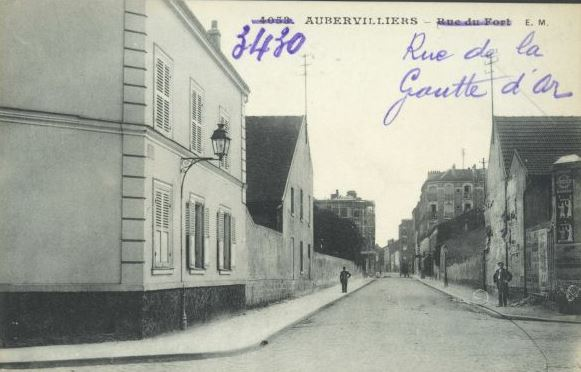
La rue André-Karman, Aubervilliers.

En partant du Nord, à l'angle du square Lucien-Brun, elle rencontre tout d'abord la rue Charron dont elle forme le départ, puis le carrefour de la rue de la Nouvelle-France et la rue Achille-Domart.
Après avoir croisé la rue Bernard-et-Mazoyer, anciennement rue du Midi, qui fait face à la rue du Clos-Bénard, elle forme un important carrefour avec l'Avenue de la République
Elle forme le départ de la rue Édouard-Poisson, longe le stade André-Karman, croise ensuite la rue Sadi-Carnot puis la rue des Écoles, pour terminer au boulevard Félix-Faure.

## Origine du nom

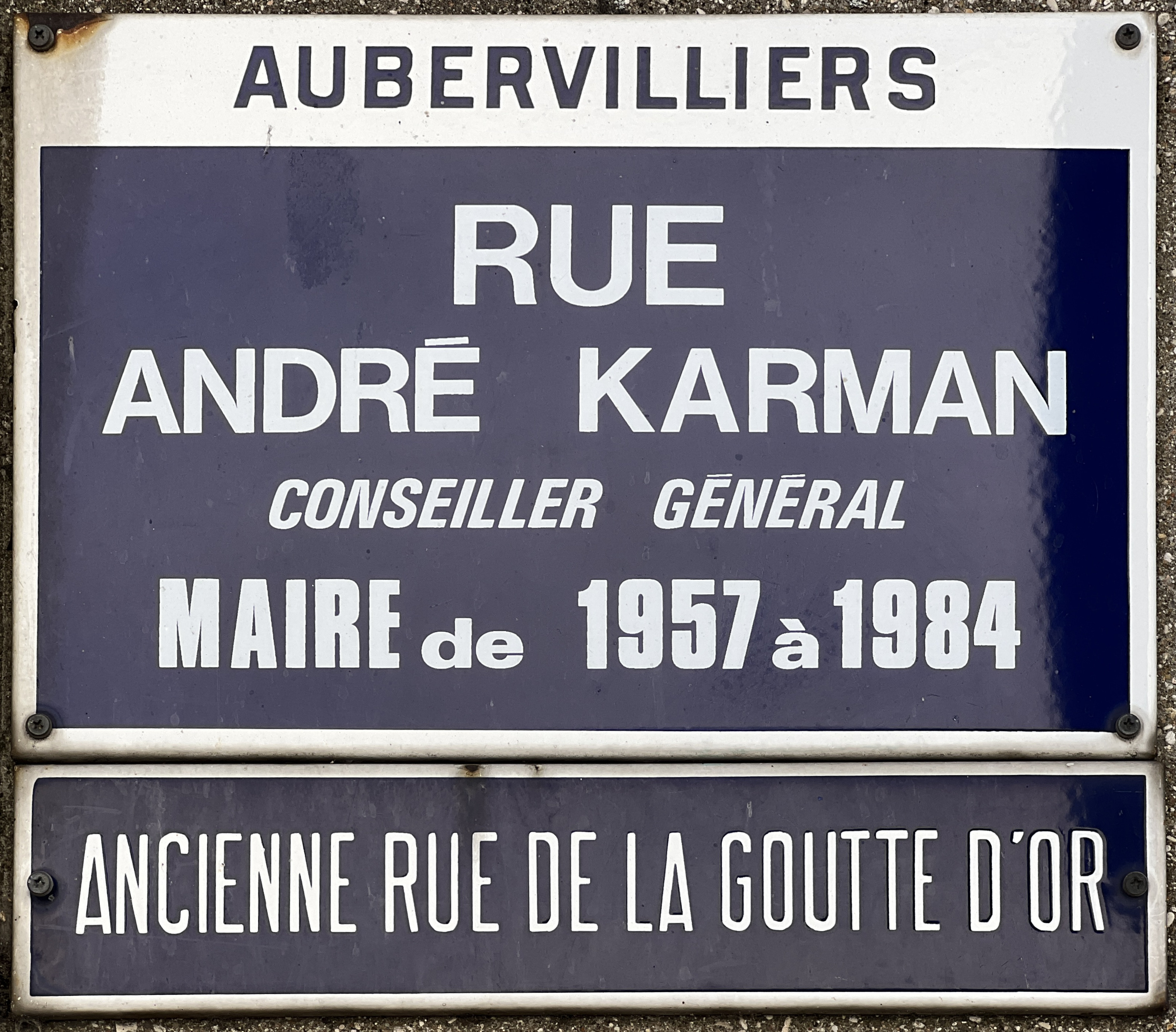
Plaque de la rue André-Karman.

Elle rend hommage à André Karman, ancien maire de la commune.

## Historique
Cette rue s'appelait autrefois « rue de la Goutte-d'Or ».
Le 30 janvier 1918, durant la première Guerre mondiale, une bombe lancée d'un avion allemand explose au no 147 « rue de la Goutte-d'Or ».

## Bâtiments remarquables et lieux de mémoire
- De 1943 à janvier 1944, une presse clandestine du mouvement de résistance Défense de la France était installée dans les locaux de l'usine Larbodière[5]. Cette entreprise qui a existé de 1898 à 1968, se situait à l'angle des rues Sadi-Carnot et André-Karman, aux numéros 71 et 73[6].